# Al-Hadd
Al-Hadd (arab. الحد) – miasto w Bahrajnie, liczy 13 400 mieszkańców (2006). Znajduje się tutaj międzynarodowy port lotniczy i zakład odsalania wody morskiej.